# Komin (speleologia)

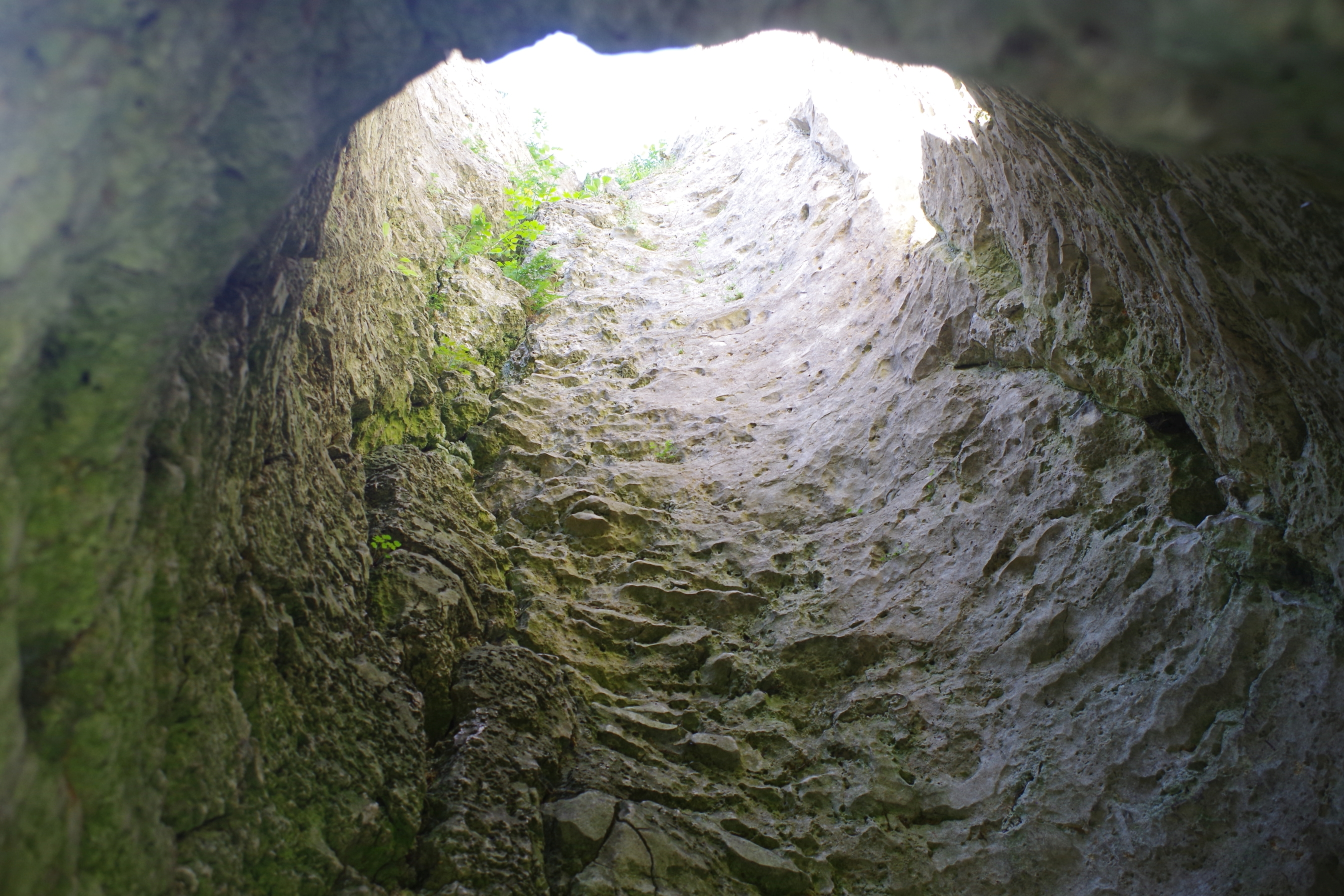
Komin w skale wapiennej

Komin – w speleologii jest to odcinek jaskini ciągnący się od jej stropu w górę pionowo, lub prawie pionowo i górą zamknięty. Czasami komin może nie być górą zamknięty i wcinać się w wyższe piętra jaskini łącząc się z nimi. Jeżeli to połączenie jest na tyle szerokie, że może przez niego przejść człowiek, należy używać pojęcia studnia. Komin  definiuje się również jako:
- pionowy kanał w jaskini bez otworu wyprowadzającego na powierzchnię. Może być wytworzony zarówno przez wody grawitacyjne jak i ciśnieniowe
- pionowa formacja skalna, którą pokonuje się wspinaczką[1].

W początkach polskiej speleologii kominami nazywano odcinek jaskini pokonywany od dołu w górę, nie rozróżniając pojęcia studnia i komin. Zachowały się z tych czasów nazwy kominy w wielu jaskiniach, np. Ciasne Kominy i Wielkie Kominy w Jaskini Miętusiej. W ujęciu współczesnej speleologii są to studnie. Należy też rozróżnić pojęcie komin używane w speleologii od pojęcia komin stosowanego we wspinaczce skalnej i oznaczającego inną formację skalną.